# Karla Avelar
Karla Avelar, född 1978, är en salvadoransk transaktivist. Hon är verkställande direktör för Comcavis Trans.

## Biografi
Karla Avelar har mottagit flera dödshot och överlevt mordförsök. Första gången någon försökte mörda henne var 1992, när hon var tonåring. Avelar lyckades avväpna sin angripare som drog en .45 ACP pistol mot henne. 

## Arbete
År 2008 grundade Avelar stödorganisationen COMCAVIS TRANS för transpersoner. Organisationen grundades som ett svar på de behov som transpersoner i olika gemenskaper känner att de behöver (i synnerhet människor med HIV) för att motverka diskriminering, brist på representation och frånvaro av nödvändig information.

## Priser
Karla Avelar var finalist till Martin Ennals Award for Human Rights Defenders 2017.